# Andrés de la Rosa
Andrés de la Rosa Bolaños (Turón, Asturias, España, 13 de agosto de 1969) es un exfutbolista español que se desempeñaba como defensa.

## Clubes
| Club             | País   | Año       |
| ---------------- | ------ | --------- |
| Real Oviedo      | España | 1991-1996 |
| U. E. Lleida     | España | 1996-1998 |
| Caudal Deportivo | España | 1998-2001 |